# دارث ویدر
دارث وِیدِر (انگلیسی: Darth Vader) شخصیتی تخیلی در فرنچایز جنگ ستارگان است. این شخصیت در اصل آنتاگونیست مجموعهٔ سه‌گانهٔ اصلی است و همچنین در نقش آناکین اسکای‌واکر یکی از پروتاگونیست‌های مجموعهٔ سه‌گانهٔ پیش‌درآمد است. جرج لوکاس، خالق جنگ ستارگان، مجموعاً از شش فیلم اپیزودیک اول این مجموعه به‌عنوان «تراژدی دارث ویدر» یاد کرده‌است. او به یکی از نمادین‌ترین ویلن‌ها در فرهنگ عامه تبدیل شده و نامش در جایگاه برترین ویلن‌ها و شخصیت‌های داستانی قرار گرفته‌است. این شخصیت از سوی انستیتوی فیلم آمریکا به عنوان سومین شرور بزرگ تاریخ سینمای آمریکا انتخاب شد.
در سه‌گانه اصلی جنگ ستارگان دارث ویدر به عنوان یک لرد سیث و شاگرد در خدمت امپراتور خبیث، دارث سیدیوس (پالپاتین) است و به عنوان فرمانده و معاون امپراتوری کهکشانی سعی در سرکوب نیروهای شورشی دارد که قصد براندازی امپراتوری خبیث را دارند. 

در سه‌گانه پیش درآمد که داستان دهه‌ها قبل از سه‌گانه اصلی جریان دارد دو شوالیه جدای استاد و شاگرد به نام های کوای-‌گان جین و اوبی-وان کنوبی طی ماموریتی ملکه سرزمین "نابو" پدمه آمیدالا را از سوقصد نجات می‌دهند. در طی راه سفینه آنها دچار مشکل می‌شود و به اجبار مجبور می‌شوند در سیاره‌ای شنی با دو خورشید به نام "تاتویین" ملقب به "Twin Suns" فرود بیایند. کوای-‌گان به همراه پدمه به مرکز شهر این سیاره می‌رود تا قطعات لازم برای درست کردن سفینه را خریداری کنند و در این راه با پسربچه‌ای برده که بسیار باهوش و پراستعداد است به نام آناکین اسکای‌واکر آشنا می‌شوند، کوای‌-گان از دیدن هوش سرشار و استعداد آناکین به ویژه پرواز و خلبانی او در آن سن کم حیرت زده می‌شود و تصمیم می‌گیرد او را از صاحبش خریداری کند و با خود به محفل جدای ببرد. مدتی بعد طی یک دوئل کوای‌-گان جین توسط لرد سیث، دارث ماول، شاگرد دارث سیدیوس، کشته می‌شود اما اوبی‌-وان کنوبی موفق به شکست ماول شده و او را با لایتسیبر خود به دو نیم نصف می‌کند. اوبی‌-وان در لحظات پایانی عمر کوای-گان او را در آغوش می‌گیرد و کوای‌-گان با تاکید بر اینکه آناکین همان فرد برگزیده‌ای است که می‌تواند تعادل را به نیرو برگرداند از شاگرد خود قول می‌گیرد که او را به یک جدای تبدیل کند. اوبی-وان به سختی اجازه تعلیم و سرپرستی آناکین را از محفل می‌گیرد و او را به عنوان یک پدوان جدای آموزش می‌دهد.
بعد از گذشت چندین سال اسکای‌واکر جوان در کنار استاد خود، اوبی‌-وان کنوبی با شاگرد جدید دارث سیدیوس یعنی کنت دوکو برخورد می‌کنند و شکست می‌خورند و آناکین دست راستش را از دست می‌دهد. با شروع جنگ های کلون، آناکین و اوبی-وان به عنوان ژنرال‌ های جدای هدایت ارتش کلون جمهوری را بدست می‌گیرند و در جنگی تمام عیار به طول سه سال موفقیت های بزرگی بدست میاورند و به شهرت خود می‌افزایند. آناکین که حالا به یک جدای مشهور و درخشان تبدیل شده با اجازه محفل جدای شاگردی نوجوان به نام آسوکا تانو به خدمت می‌گیرد و در کنار او و استاد خود اوبی‌-وان، در ماموریت های زیادی دشمنان جمهوری را شکست می‌دهند اما راه آنها بالاخره از هم جدا می‌شود و شاگرد جوان آناکین محفل را ترک می‌کند. مدت زیادی می‌گذرد و ژنرال گریوس، فرمانده ارتش جدایی‌طلبان صدراعظم جمهوری (پالپاتین) را از پایتخت می‌دزدد. آناکین و اوبی-وان از محفل جدای دستور می‌گیرند که پالپاتین را نجات دهند و آنها موفق به انجام این کار هم می‌شوند و در این راه آناکین با ترغیب از سوی پالپاتین، کنت دوکو را می‌کشد و از او انتقام می‌گیرد اما ژنرال گریوس موفق به فرار می‌شود. پالپاتین که توسط محفل جدای مظنون واقع شده سعی می‌کند آناکین را به عنوان فرستاده ویژه خود در شورای عالی جدای در قامت یک استاد جدای جای دهد اما شورا با این قضیه به سختی مخالفت می‌کند و آناکین را بدون ترفیع درجه به مقام استادی به شورا راه می‌دهد. همین قضیه باعث می‌شود که آناکین فکر کند جدای‌ها به او اعتماد ندارند و فشار زیادی روی او هم از طرف صدراعظم و هم شورای جدای پیاده می‌شود. آناکین که با پدمه ازدواج کرده و قرار است بزودی صاحب بچه‌ای شوند، از سوی پدمه هم مورد فشار زیادی قرار می‌گیرد و فکر می‌کند همسرش در خطر است و این باعث ترس او می‌شود برای همین افکار او درخصوص جدای به‌ویژه استادش اوبی‌-وان به راه تاریکی می‌رود و موجب می‌شود توسط پالپاتین که حالا مشخص شده همان لرد سیث، دارث سیدیوس است به وجه تاریک نیرو پا بگذارد. جدای‌ها که از این موضوع آگاه شده به پالپاتین حمله می‌کنند اما همگی کشته شده و درنهایت آناکین و سیدیوس، استاد جدای میس ویندو را می‌کشند و سیدیوس بعنوان صدراعظم نقشه خود را برملا می‌کند و دستور کشتار جدای‌ها را به ارتش ‌کلون‌ که توسط تراشه‌ای در مغزشان کنترل می‌شدند، می‌دهد اینگونه محفل جدای سقوط می‌کند. اوبی-وان که در همین حین درحال جنگیدن با جدایی‌طلبان است در آخرین ماموریت خود ژنرال گریوس را می‌کشد و به جنگ های کلون پایان می‌دهد و همان لحظه مورد هجوم کلون‌ها قرار می‌گیرد اما زنده می‌ماند. اوبی-وان طبق خواسته استاد یودا به طور اجباری مجبور می‌شود در مقابل شاگرد و برادر خود آناکین قرار بگیرد. آنها در سیاره موستافار در دوئلی سرنوشت ساز باهم میجنگند و آناکین از استاد خود شکست میخورد و در مذاب می‌سوزد و توسط اوبی-وان همانجا رها می‌شود، کمی بعد دارث سیدیوس او را پیدا می‌کند و برایش زرهی می‌سازد که درصورت پوشیدن آن باوجود زخم های عمیق و سوختگی زیادش می‌تواند زنده بماند و اینگونه دارث ویدر زاده می‌شود.
او همچنین پدر فیزیکی پرنسس لیا و پدربزرگ مادری کایلو رن است.
این شخصیت را بازیگران مختفی به تصویر کشیده‌اند. دیوید پراوز به صورت فیزیکی ویدر را به تصویر کشید و جیمز ارل جونز صداپیشگی او را در سه‌گانه اصلی بر عهده داشت و سباستین شاو نقش آناکین بدون ماسک را در بازگشت جدای و همچنین روح این شخصیت را در نسخهٔ اصلی فیلم به تصویر کشید. جیک لوید نقش دوران کودکی آناکین اسکای‌واکر را در اولین فیلم از سه‌گانهٔ پیش‌درآمد یعنی تهدید شبح (۱۹۹۹) ایفا کرد و هایدن کریستنسن در دو فیلم بعدی نقش دوران بزرگسالی او را به تصویر کشید.
این شخصیت علاوه بر شش فیلم اول جنگ ستارگان، در فیلم گلچین روگ وان (۲۰۱۶) حضور داشته و در سه‌گانهٔ دنباله به او اشاره شده‌است؛ در قسمت آخر این سه‌گانه، خیزش اسکای‌واکر (۲۰۱۹)، به‌صورت صدا در نقش آناکین و ویدر کامئو دارد. او در چندین مجموعه تلویزیونی از جمله جنگ‌های کلون (۲۰۰۸) و اوبی وان کنوبی (۲۰۲۲) و رسانه‌های مرتبط به جنگ ستارگان مانند بازی‌های ویدئویی، رمان‌ها و کمیک بوکز هم حضور دارد. به‌دلیل محبوبیت ویدر، کالاهای مختلفی از این شخصیت مانند اکشن فیگورها و نسخه‌های لایت‌سیبر او تولید شده‌است.